# جنگل‌های خشک بایو
جنگل‌های خشک بایو (به اسپانیایی: Bosques secos del Bajío) یک منطقهٔ مسکونی و جنگل در مکزیک است که در گواناهواتو واقع شده‌است.